# Lipuda (torrent)
La Lipuda, torrente Lipuda, est un petit torrent côtier de Calabre qui se jette dans la mer Ionienne, près de la ville de Cirò Marina.